# Okrąglik (województwo mazowieckie)
Okrąglik – wieś w Polsce, położona w województwie mazowieckim, w powiecie białobrzeskim, w gminie Białobrzegi.
W latach 1975–1998 miejscowość położona była w województwie radomskim.
Wieś jest sołectwem w gminie Białobrzegi. W skład sołectwa Okrąglik wchodzi wieś Pohulanka. Według Narodowego Spisu Powszechnego z roku 2011 wieś liczyła 34 mieszkańców i była dwunastą co do liczby ludności miejscowością gminy.
Wierni Kościoła rzymskokatolickiego należą do parafii św. Jana Chrzciciela w Stromcu.